# پدرو آریسپه
پدرو آریسپه (اسپانیایی: Pedro Arispe‎; ۳۰ سپتامبر ۱۹۰۰ – ۴ مهٔ ۱۹۶۰) بازیکن فوتبال اهل اروگوئه بود.
از باشگاه‌هایی که در آن بازی کرده‌است می‌توان به باشگاه فوتبال ناسیونال اروگوئه اشاره کرد.